# Zespół Pieśni i Tańca „Lubartowiacy”
Zespół Pieśni i Tańca „Lubartowiacy” – polski zespół folklorystyczny. Powstał w roku 1959 z inicjatywy pani Marii Kozioł. Siedziba zespołu mieści się w Lubartowskim Ośrodku Kultury. Kierownikiem i choreografem zespołu przez 20 lat do 2010 roku był Waldemar Świrszcz. Kierownikiem muzycznym jest Andrzej Karpiński.

## Wyjazdy zagraniczne
Niemcy
- 2002-Rastede
- 2005-Rastede
- 2006-Rastede

Litwa
- 2003-Wilno
- 2007-Wilno, Kiejdany

Łotwa
- 2003-Daugavpils

Estonia
- 2003-Voru

Węgry
- 1997-Hajdudorog
- 1998-Sátoraljaújhely, Tiszaujvaros
- 2004-Hajdudorog
- 2009-Hajdudorog

Bułgaria
- 2004-Burgas

Turcja
- 1991-Izmir

Ukraina
- 1991-Kowel
- 1993-Kamieniec Podolski
- 2008-Emilczyn

była Jugosławia
- 1990-Belgrad

Białoruś
- 1990-Snitowo
- 1991-Pińsk
- 1992-Pińsk

## Repertuar
Zespół w swoim repertuarze posiada tańce i narodowe (oberek, kujawiak polonez, mazur, krakowiak) i regionalne z okolic Lubartowa, Lublina, Rzeszowa, Opoczna, Kurpi, Śląska, Podlasia, Chełma